# Gare de Cahon
Ne doit pas être confondu avec Gare de Gouy-Cahon.
La gare de Cahon est une ancienne gare ferroviaire française de la ligne d'Abbeville à Eu, située sur le territoire de la commune de Cahon, dans le département de la Somme, en région Hauts-de-France.
Elle fut mise en service en 1882 par la Compagnie du Nord, avant d'être fermée en 1993 par la SNCF.

## Situation ferroviaire
Établie à 9 mètres d'altitude, la gare de Cahon est située au point kilométrique (PK) 184,621 de la ligne d'Abbeville à Eu (à voie unique ; fermée), juste avant un passage à niveau,, entre les gares fermées de Gouy-Cahon et de Quesnoy-le-Montant.
En outre, la gare disposait d'une voie de garage.

## Histoire
Cette gare a été mise en service à l'ouverture de la ligne d'Abbeville à Eu par la Compagnie des chemins de fer du Nord, soit le 4 décembre 1882.
En mai 1930, Cahon est un point d'arrêt facultatif, notamment desservi par le train no 1775 qui part de la gare d'Abbeville à 17 h 32.
Elle a intégré à sa création, le 1er janvier 1938, le réseau de la Société nationale des chemins de fer français ; cette dernière l'a fermée après 1990, en l'occurrence en 1993.

## Patrimoine ferroviaire
L'unique quai existe toujours, ainsi que l'ancienne maison de garde-barrière (qui a été reconvertie en habitation, après avoir été vendue à un particulier).